# 1743

## Родени
- Франсоа Доминик Тусен Лувертюр, хаитянски военачалник
- 19 февруари – Луиджи Бокерини, италиански композитор
- 24 май – Жан-Пол Марат,
- 19 август – Мадам дю Бари, френска благородничка, кралска фаворитка
- 26 август – Антоан Лавоазие, френски химик

## Починали
- 5 октомври – Хенри Кери, английски поет и композитор